# Zuaven

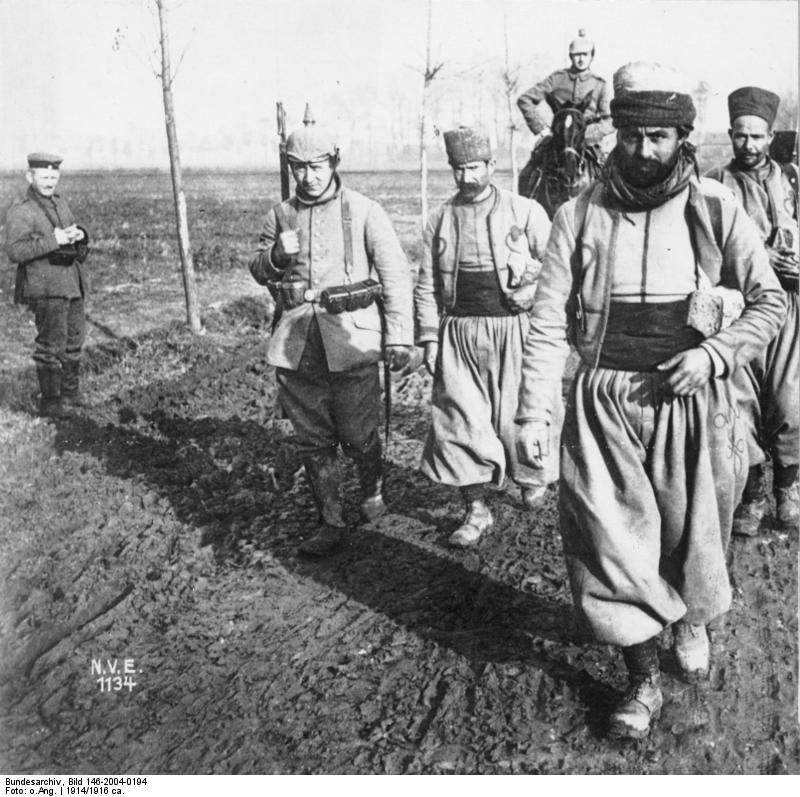
Kriegsgefangene Zuaven im Ersten Weltkrieg unter deutscher Bewachung

Zuaven nannten sich die Angehörigen historischer, ursprünglich orientalisch uniformierter Infanterieeinheiten. Der Name geht auf den kabylischen Stamm der Zuauas im Distrikt Zuaua (Zuavia) in der algerischen Provinz Constantine zurück, der bereits zu Zeiten des Osmanischen Reiches Söldnertruppen stellte, die für ihre Tapferkeit berühmt waren.

## Entstehung als französische Kolonialtruppe

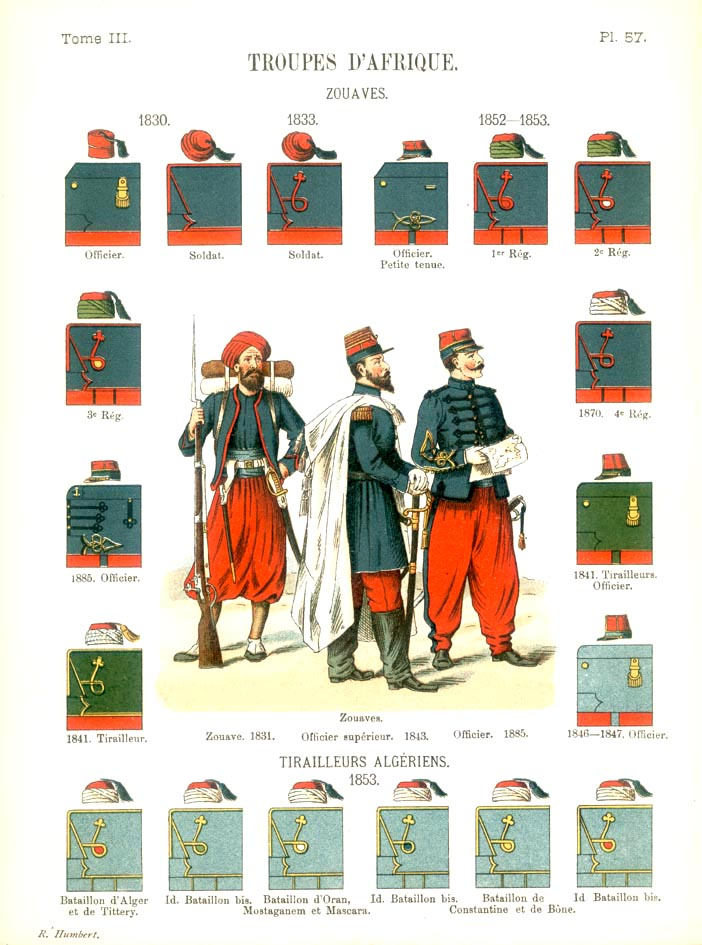
Zuaven und Algerienschützen („Turcos“), 1830–1885

Zu Beginn der Eroberung Algeriens stellte Frankreich am 1. Oktober 1830 ein Corps des Zouaves auf, das unter dem Befehl des Generals Bertrand Clausel stand. Der Begriff Zuave wurde zeitweise allgemein für in Nordafrika rekrutierte Söldner gebraucht. Mehr als ein Jahrzehnt lang bestanden die Mannschaften und das Unteroffizierskorps etwa zur Hälfte aus Arabern und Berbern, die andere Hälfte sowie das Gros des Offizierskorps stellten weiße Kolonisten oder Festlandfranzosen. Seit 1842 rekrutierten sich die französischen Zuavenregimenter (Régiments de zouaves, RZ) fast ausnahmslos aus Weißen, die Araber bildeten nur noch eine Kompanie je Bataillon. Araber, Berber und Schwarze teilte man jetzt den sogenannten Turcos zu, also den Eingeborenenschützen (Tirailleurs indigènes), die 1841 aus den 1830 gegründeten Eingeborenenbataillonen (Bataillons indigènes) hervorgegangen waren und die 1853 in den Regimentern der Algerienschützen (Régiments de tirailleurs algériens, RTA) aufgehen sollten. Zu den Turcos zählten ferner die Tunesienschützen (Régiments de tirailleurs tunisiens, RTT), von denen 1884 das erste von mehreren Regimentern aufgestellt wurde. Nicht als Turcos bezeichnet wurden die Marokkoschützen (1915, Régiments de tirailleurs marocains, RTM) und die Verbände aus Stammeskriegern (Goumiers), die seit 1908 in speziellen Kompanien (Goums), Bataillonen (Tabors) und Regimentern (Groupement de tabors marocains) zusammengefasst wurden.
Die Zuaven entwickelten sich seit der Mitte des 19. Jahrhunderts zu einer regulären Infanterietruppe der französischen Armee mit Elitecharakter.
Im Krimkrieg zeichneten sich Zuavenregimenter unter anderem in den Schlachten von Alma, Inkerman und Malakoff aus und begründeten den legendären Ruf dieser Einheiten. Sie kämpften außerdem im Sardischen Krieg gegen Österreich, während der  Invasion Mexikos, im Deutsch-Französischen Krieg 1870/71 sowie in beiden Weltkriegen.
Infolge der algerischen Unabhängigkeit wurden die letzten Zuaven-Einheiten im Jahr 1963 aufgelöst.
Die Zuaven hatten bis 1914 auffällige, an türkisch-orientalische Trachten angelehnte Uniformen. Für die Zuaven typisch waren ihre dunkelblauen, gelb bortierten Bolerojacken, während die von Außenstehenden oft mit ihnen verwechselten algerischen und tunesischen Turcos, von 1853 bis 1914, himmelblaue Boleros trugen. Unter der Jacke wurde eine ebenfalls bortierte Weste angelegt (Sédria). Dazu rote, aber auch weiße oder blaue Pluderhosen (Séroual) mit tiefem Schritt. Als Kopfbedeckung eine rote weiche Mütze mit hohem Rand (Chéchia), die von einem farbigen oder weißen Turban umwickelt war. 1889 ersetzte der mit einer Quaste geschmückte hohe, steife Fez die flachere Chéchia, der Turban entfiel. Auf beiden Seiten der Jackenbrust befand sich je eine, von gelber Borte eingefasste, aufgesetzte falsche Tasche (tombô). Deren Farbe gab Auskunft über das Regiment und den Wehrbezirk: rot für das 1er RZ in Algier, weiß für das 2e RZ in Oran, gelb für das 3e RZ in Constantine. Bei dem 1884 aufgestellten 4e RZ in Tunis waren die Taschen von der Farbe des dunkelblauen Grundtuchs. Nach dem gleichen System waren die Turcos kenntlich gemacht.

## Zuaven-Regimenter anderer Staaten
Dem französischen Vorbild folgend, stellten bald auch andere Länder Zuaveneinheiten auf. Diese bestanden allerdings meist nicht aus Nordafrikanern, sondern aus Einheimischen, die lediglich nach Zuavenart uniformiert waren. So stellten im Amerikanischen Bürgerkrieg die Unionsstaaten (114th Pennsylvania Zouaves, Duryée’s Zouaves und Brooklyn Zouaves aus New York) wie auch die Konföderierten (Louisiana Tigers) verschiedene Zuavenregimenter auf; auch in Brasilien, den Päpstlichen Staaten (international zusammengesetzte Päpstliche Zuaven) und der Türkei gab es solche Truppen.

## Sonstiges
In Paris schuf Georges Diebolt die Skulptur des Zuaven der Pont de l’Alma.

## Bilder

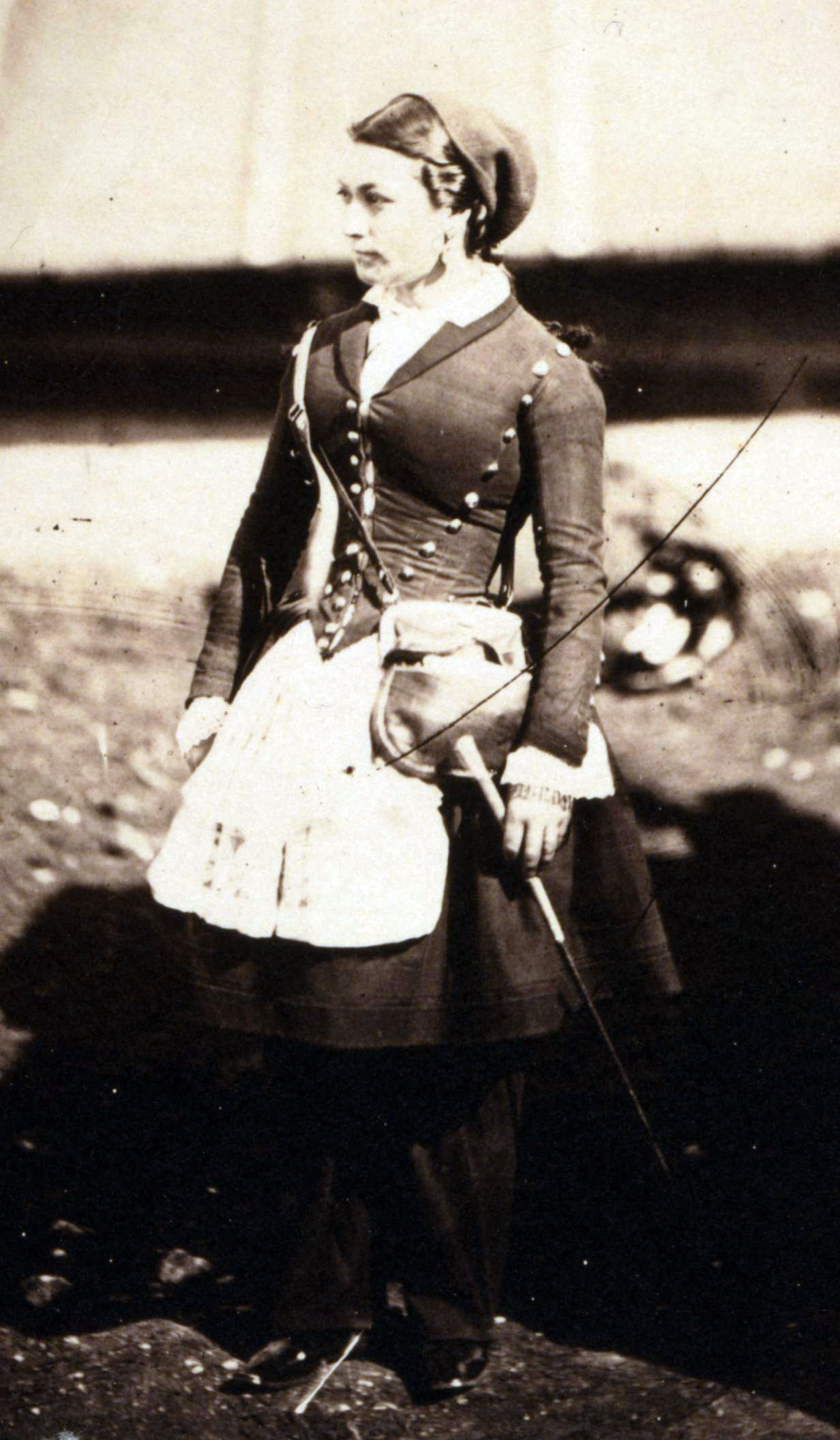
Marketenderin in Zuavenuniform im Krimkrieg (1855)
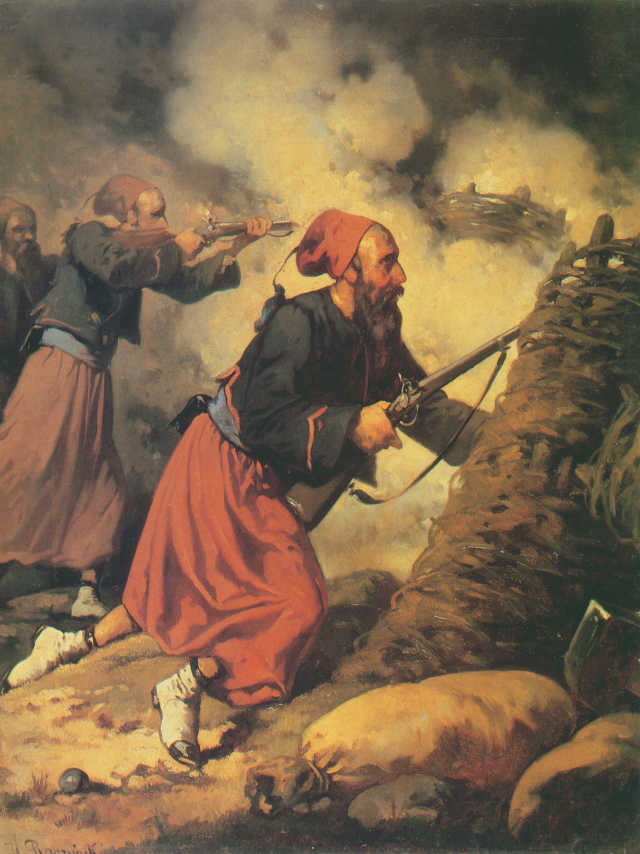
Französische Zuaven (1858)
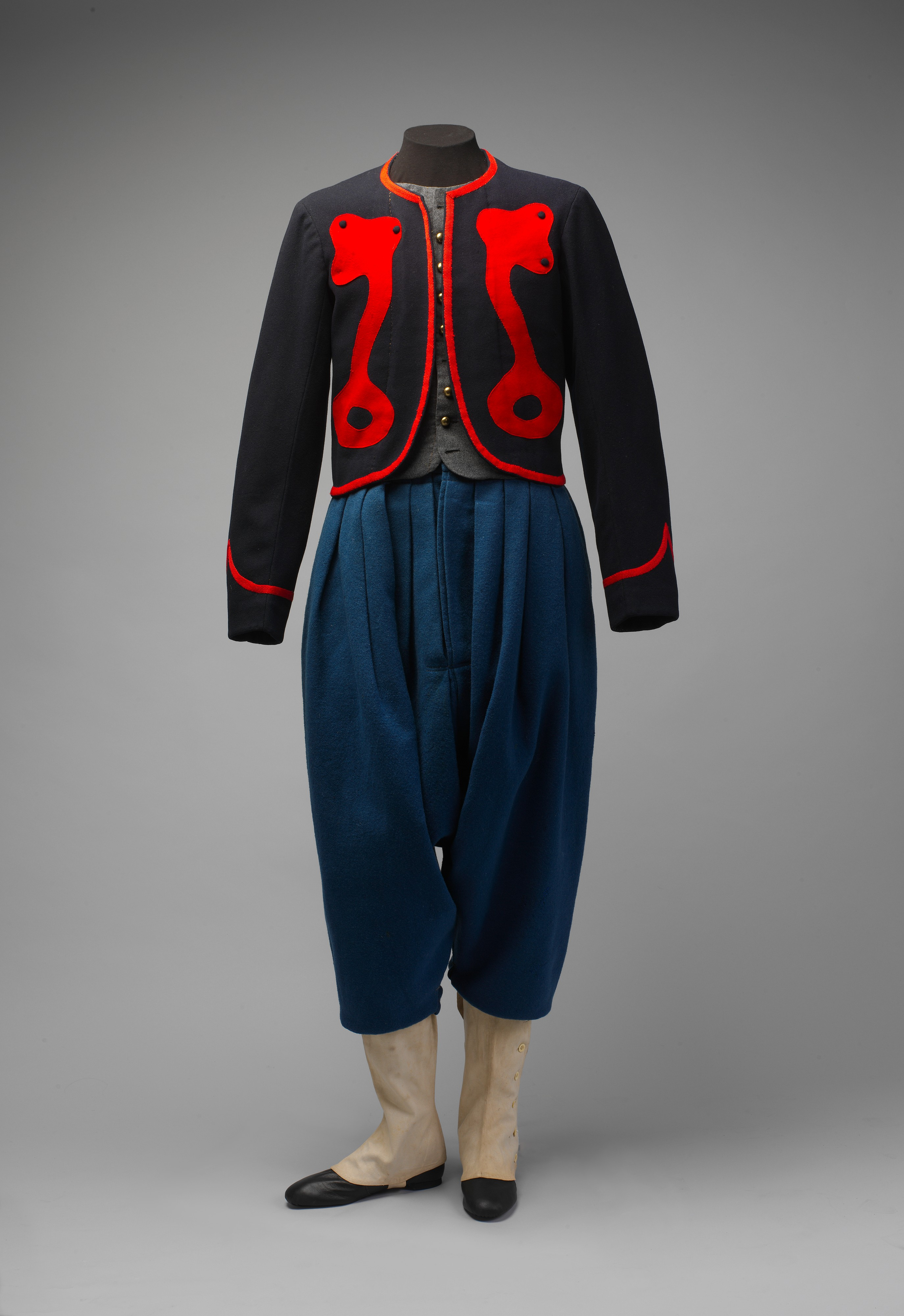
Zuavenuniform der Unionsarmee aus dem US-Bürgerkrieg
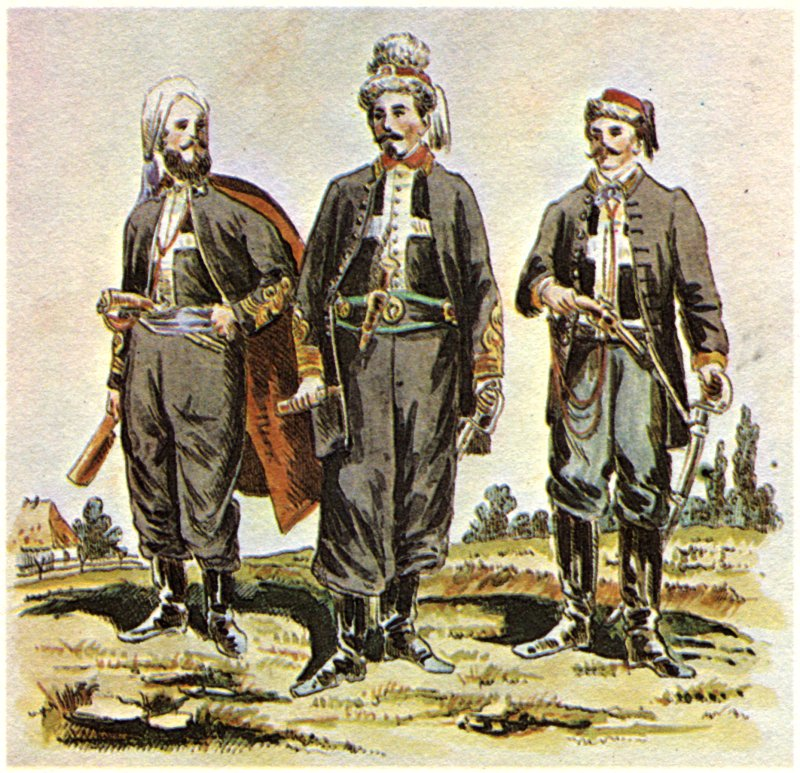
Polnische „Todeszuaven“ bzw. „Zuaven des Todes“ (Żuawi śmierci), Polnischer Aufstand von 1863
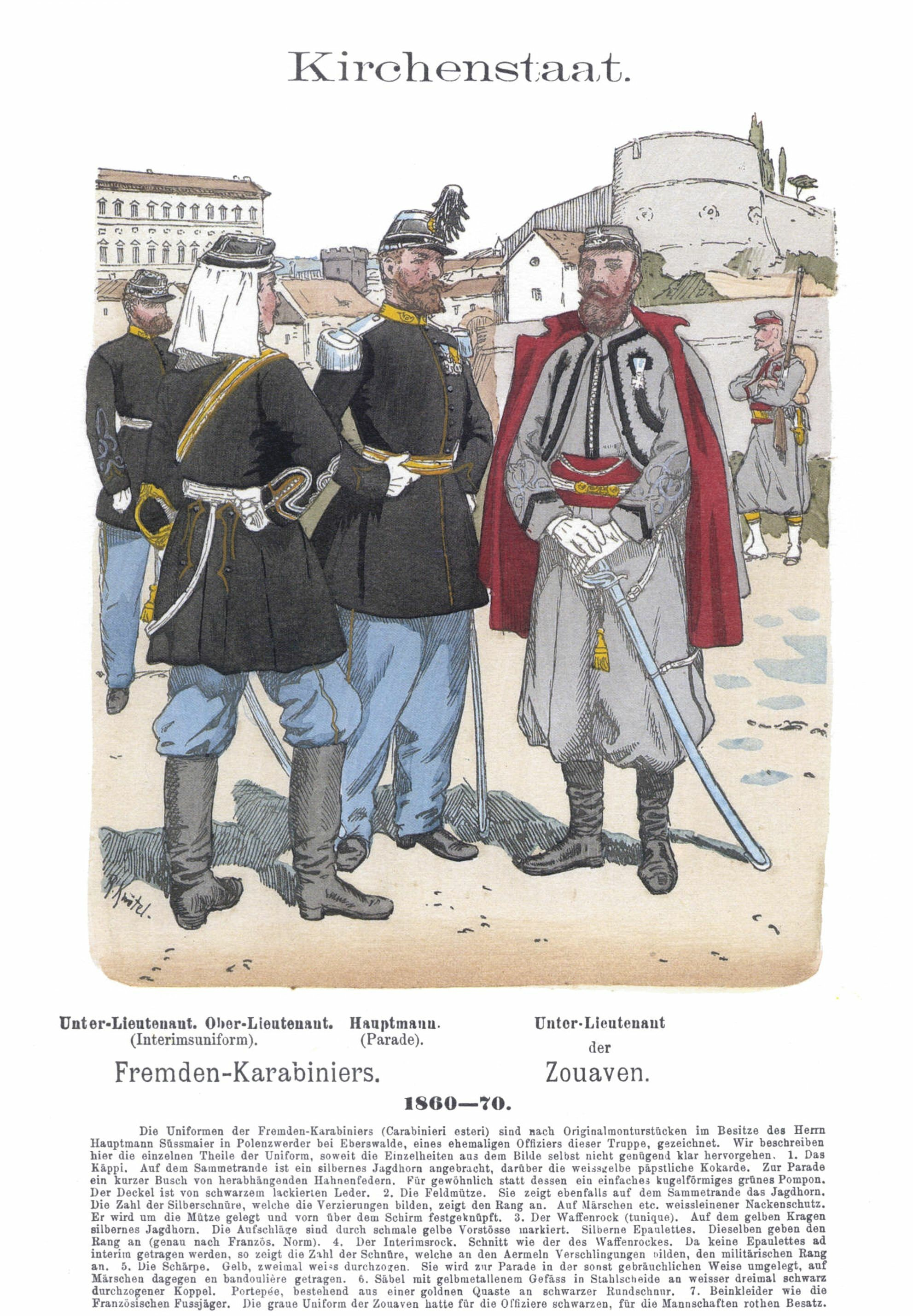
Zuavenoffizier des Kirchenstaats (rechte Figur, um 1867)
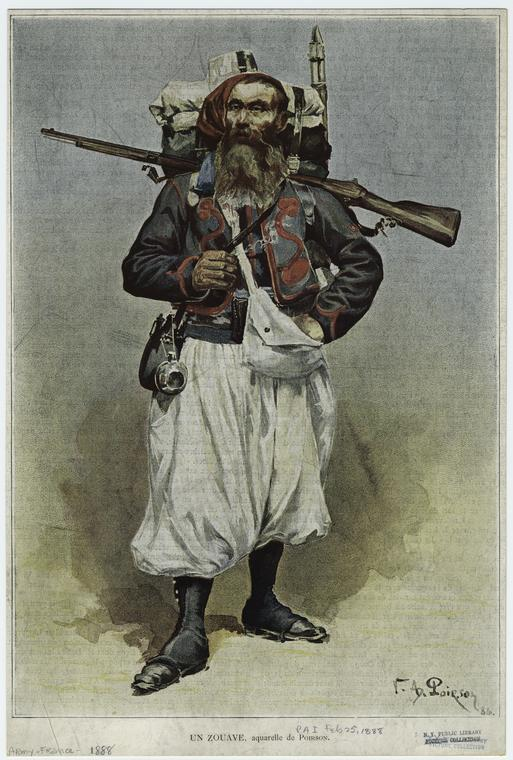
Französischer Zuave (1888)